# Ptychadena boettgeri
Ptychadena boettgeri är en groddjursart som först beskrevs av Pfeffer 1893.  Ptychadena boettgeri ingår i släktet Ptychadena och familjen Ptychadenidae. Inga underarter finns listade i Catalogue of Life.